# Trichaea fortunata
Trichaea fortunata is een vlinder uit de familie van de grasmotten (Crambidae), uit de onderfamilie van de Spilomelinae. De wetenschappelijke naam van deze soort is voor het eerst voorgesteld als Acridura fortunata door Paul Dognin in een publicatie uit 1905.
De soort komt voor in Bolivia.